# Julien Escot
Pour les articles homonymes, voir Escot (homonymie).
Julien Escot, né le 13 août 1975 à Sète, est un auteur, photographe et entrepreneur français.
Il remporte en 2012 le premier prix mondial du Grand Prix International du Cocktail Havana Club à La Havane et a été classé dans le Top 10 International Entrepreneur Bar Awards en 2019.

## Biographie
Entre 1991 et 1997, Julien Escot est scolarisé dans les écoles hôtelières de Sète, Béziers et Montpellier.
Entre 1997 et 1998 il effectue son service national à Marseille. Entre 1998 et 2008, il fait ses classes au sein de plusieurs palaces : Hôtel du Cap - Eden Roc au Cap d'Antibes, Langdon Hall à Cambridge, Hôtel des Neiges à Courchevel, Eden Rock à Saint-Barthélemy
En 2001 il devient chef barman de l’hôtel Kilimandjaro (K2 Altitude) à Courchevel durant la saison d’hiver puis de l’America Club de Sète durant la saison d’été.

Il ouvre en 2009 le Papa Doble à Montpellier qui sera classé parmi les 50 meilleurs bars du monde en 2011 par Drinks International. Il revend le bar fin 2016[réf. nécessaire].
En 2015, il s’associe à Joseph Biolatto pour créer Baton Rouge à Paris dans le quartier de Pigalle[réf. nécessaire].
En décembre 2018, il ouvre Aperture à Montpellier, classé Top 10 Best New International Cocktail Bar par Tales of the Cocktails Foundation, La Nouvelle-Orléans.
En 2020, il expose sous le pseudonyme Ed Reddon, sa série de photographies Banana Leaves à la galerie Le Réservoir à Sète.
Ses créations de cocktails sont référencées dans plusieurs ouvrages nationaux et internationaux : Difford’s Guide (depuis 2010), annual Manual for Bartenders (2011), 101 Cocktails mythiques (2015), Cocktail Party (2015), Mezcal l’esprit du Mexique (2017), Mon cours de cocktails (2018), 101 Award-Winning Cocktails from the World’s Best Bartenders (2018)[réf. nécessaire].

## Prix et récompenses
- 2004 : Barman de l'année, Drinks International Bartender Challenge[7], Londres
- 2012 : 1er prix National, Grand Prix Havana Club International[8], Paris
- 2012 : 1er prix Mondial, Grand Prix Havana Club International[1], La Havane
- 2013 : Barman Français le plus influent, Cocktails & Spirits[9], Paris
- 2019 : Top 10 International, Bar Entrepreneur Award, Havana Club[2], Paris

## Reconnaissances
- « The real resident genius is the owner, Julien Escot, an award-winning bartender whose concoctions are a global journey ». Seth Sherwood, The New York Times, 2012[10]
- « Une figure qui marquera l’histoire de la mixologie du XXIe siècle ». Laurence Marot, Rumporter, 2016[11]
- « A bartender, a business man and a visionary ». Sammy Hemmings, Difford’s Guide 2019[2]

## Collaborations
- Depuis 2008 : Jury national pour les Trophées du bar, Paris[12]
- De 2012 à 2018 : Consultant pour le groupe Pernod et principalement pour le rhum Havana Club[13]
- 2015 : Co-créateur avec Fernando Castellon et Joseph Biolatto de la game Suze Bitters[14] en partenariat avec la marque d’apéritif Suze. Le nom de Julien Escot apparait sur l’etiquette du Suze Bitters Red Aromatic
- 2014 : Jury monde, Grand Prix Havana Club International, La Havane[15]
- De 2016 à 2020: Ambassadeur pour La Grappe de Montpellier[16]
- 2018 : Présentateur de la scène cocktail, Omnivore, Paris[17]

## Publications
- 2006 : Art Cocktail, Editions Minerva  (ISBN 2830709098)
- 2012 : Leçons de dégustation, Editions de la Martinière  (ISBN 2732450138)
- 2013 : Alcools Cultissimes, Editions de la Martinière  (ISBN 2732461458)
- 2015 : Cocktail Now, Editions de la Martinière  (ISBN 2732466395)